# Hille och Valbo tingslag
Hille och Valbo tingslag var ett tingslag i Gävleborgs län inom Gästriklands domsaga. Tingslaget bildades 1693 och upphörde 1880 då det uppgick i den då bildade Gästriklands östra tingslag.

## Socknar
- Hille socken
- Valbo socken